# Cryptoparachtes charitonowi
Cryptoparachtes charitonowi är en spindelart som först beskrevs av Tamara Mcheidze 1972.  Cryptoparachtes charitonowi ingår i släktet Cryptoparachtes och familjen ringögonspindlar. Inga underarter finns listade i Catalogue of Life.